# Charrette

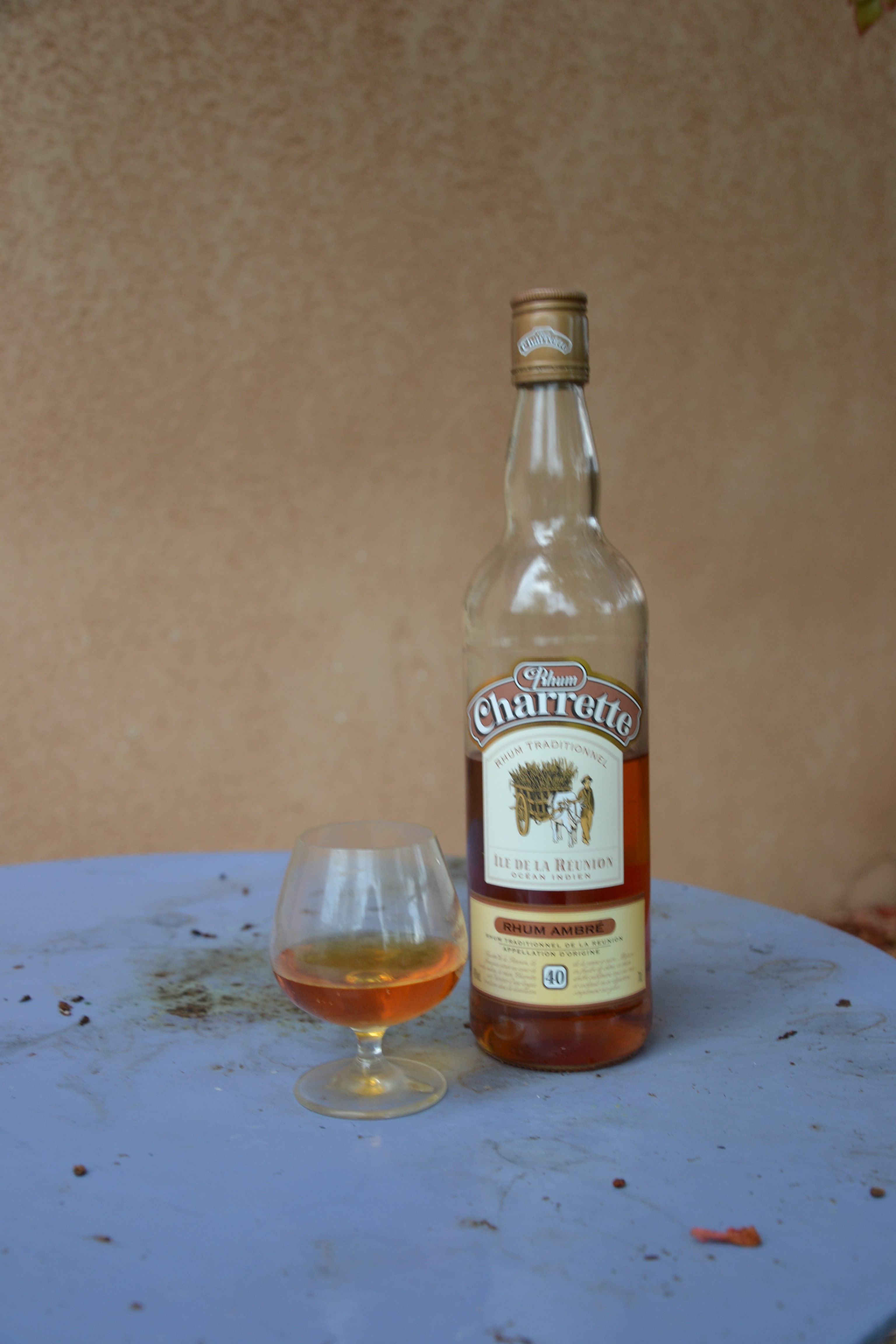
Charrette Rum

Charrette ist ein hochprozentiger Rum, der aus den Hochlandgebirgen des französischen Überseedepartements Réunion stammt. Er ist insbesondere im französischen Mutterland eine beliebte Spezialität.
Charrette wird generell ein sehr fruchtiger und frischer Geschmack zugeschrieben.
Auf Réunion wird Charrette vor allem für die Zubereitung verschiedener „rhum arrangés“ (Rum angesetzt mit Früchten und Gewürzen) verwendet.